# Sainte-Agathe-de-Lotbinière
| Municipalité de Sainte-Agathe-de-Lotbinière |                       |
| Maison Louis-Dumont.jpg                     |                       |
| Coordenadas: 46°23' N 71°25'W               |                       |
| Província                                   | Quebec                |
| Região administrativa                       | Chaudière-Appalaches  |
| Incorporado em                              | 3 de fevereiro 1999   |
| Prefeito                                    | Michel Champagne      |
| Código postal                               | G0S 1Y0               |
|                                             |                       |
| Área                                        |                       |
| - Cidade                                    | 169,5 km², 65,4 mi²   |
| Fuso horário                                | UTC -5                |
| População (2006)                            |                       |
| - Cidade                                    | 1.191                 |
| - Densidade                                 | 7 hab/km², 18 hab/mi² |

Sainte-Agathe-de-Lotbinière é um município canadense da Regionalidade Municipal de Lotbinière, Quebec, localizado na região administrativa de Chaudière-Appalaches. Em sua área de pouco mais de noventa e oito quilómetros quadrados, habitam cerca de mil e duzentas pessoas.
Apesar da nova data de Constituição de 1999, após a fusão da vila e freguesia de Sainte-Agathe, o território foi aberto para os colonizadores em 1830, o desenvolvimento inicial de Sainte-Agathe-de-Lotbinière estava ligada à construção do chemins Craig e Gosford em meados do Século XIX.
É nomeada em homenagem a Águeda de Catânia.